# Púchov
Púchov (in ungherese Puhó, in tedesco Puchau) è una città della Slovacchia, capoluogo del distretto omonimo, nella regione di Trenčín.

## Geografia fisica
La città è situata tra Bratislava e Košice, esattamente a metà strada tra Trenčín e Žilina (due tra le principali città slovacche) a circa 30 minuti di strada da entrambe.
Púchov è attraversata dal fiume Váh, sul quale è stata realizzata una piccola diga aperta al passaggio del pubblico.
Il luogo di cura di Nimnica (fino al 1990 parte di Púchov) si trova nelle vicinanze ed è un punto di partenza per escursioni nei Monti Javorníky e nei Carpazi Bianchi.

## Storia
L'origine del nome non è chiara: la parola Puch è di origine indoeuropea e può essere tradotta come gonfia o anche arrogante; secondo un'altra teoria ov è un suffisso possessivo, quindi questo nome può essere tradotto come terra di Puch. Esiste ancora un'altra versione, secondo cui l'origine del nome della città deriva dalla parola Pochov, che denota un luogo in cui nel passato sono stati sepolti molti defunti da tutti i paesi vicini. Questa teoria è stata supportata da molti scavi archeologici che nel corso dei secoli hanno portato alla luce diverse tombe.
I dintorni di Púchov, soprattutto Púchovská Skala (la roccia di Púchov) erano abitati già nel periodo paleolitico. Gli scavi testimoniano di insediamenti sin dagli inizi dell'età della pietra fino al periodo romano.
Durante il VII e l'VIII secolo nella città si stabilirono gli Slavi e nel IX secolo gli insediamenti moravi raggiunsero la massima espansione.
Il primo riferimento scritto è del 1243 e porta la firma del re Béla IV d'Ungheria.
Un altro documento in cui si parla di Púchov è del 1469 ed è firmato dal re ungherese Mattia Corvino.
Tra il 1888 e il 1894 un ufficiale incaricato dall'esercito austriaco, archeologo dilettante, il barone Emil Friedrich Johannes Hoenning O` Carroll effettuò scavi nella zona di Púchovská Skala, rinvenendo diversi antichi manufatti, soprattutto in bronzo.

## Società

### Evoluzione demografica
Secondo gli ultimi censimento la città ha circa 18.000 abitanti, per la quasi totalità di etnia slovacca. La religione più diffusa è quella cattolica, con minoranze di luterani e di atei.

## Economia
A Púchov sono presenti diversi stabilimenti industriali, soprattutto di produttori di pneumatici.

## Sport
Lo sport principale in città è il calcio. La squadra locale è il Futbalový Klub Púchov, che in passato ha avuto diverse stagioni di successo.
Altri sport popolari e praticati sono il nuoto, la pallavolo, la pallamano, l'hockey su ghiaccio ed il ciclismo.

## Cultura e istruzione
La città ha diverse scuole superiori e una sede distaccata dell'Università Slovacca di Tecnologia di Bratislava.